# Jalúa
Jalúa (en árabe: الخلوة‎, en lenguas bereberes: ⵍⵅⵍⵡⴰ, en francés: Lkhaloua) es un municipio marroquí en la región de Tánger-Tetuán-Alhucemas. Desde 1912 hasta 1956 perteneció a la zona norte del protectorado español de Marruecos.